# Hypoestes flavescens
Hypoestes flavescens är en akantusväxtart som beskrevs av Raymond Benoist. Hypoestes flavescens ingår i släktet Hypoestes och familjen akantusväxter. Inga underarter finns listade i Catalogue of Life.